# Chapelle Saint-Goustan du Croisic
La chapelle Saint-Goustan est un ancien lieu de culte catholique situé sur la commune du Croisic, dans le département français de la Loire-Atlantique. Elle est classée au titre des monuments historiques en 1840.

## Présentation
La chapelle Saint-Goustan est un des plus anciens lieux occupés de la presqu’île du Croisic. La chapelle initiale témoigne dès le XIe siècle du miracle lié à l'échouage du moine Goustan sur ces côtes et à la trace de son corps laissée sur le rocher où il s'est reposé. La chapelle est reconstruite en 1895 sur le terrain privé du manoir de Saint-Goustan et n'est dès lors plus affectée au culte public.